# Округ Покахонтас (Ајова)
Округ Покахонтас (енгл. Pocahontas County) је округ у америчкој савезној држави Ајова.

## Демографија
По попису из 2010. године број становника је 7.310, што је 1.352 (-15,6%) становника мање 2000. године.
| Група             | 2000.         | 2010.         |
| Белци             | 8.490 (98,0%) | 7.043 (96,3%) |
| Афроамериканци    | 21 (0,2%)     | 26 (0,4%)     |
| Азијати           | 15 (0,2%)     | 12 (0,2%)     |
| Хиспаноамериканци | 77 (0,9%)     | 166 (2,3%)    |
| Укупно            | 8.662         | 7.310         |